# Jan z Płonkowa
Jan z Płonkowa – cześnik w 1298 r., kasztelan wyszogrodzki w latach 1303–1314, wojewoda inowrocławski w latach 1328–1343.
Urodził się w końcu lat 60. XIII wieku. Był jedną z najwybitniejszych postaci kujawskich I połowy XIV wieku.
Pochodził z rodu Pomianów - jednego z najstarszych, rdzennych rodów kujawskich, szczególnie wpływowych w XIII i XIV wieku. Ród ten poza Kujawami był też licznie reprezentowany w ziemi dobrzyńskiej, łęczyckiej i sieradzkiej.
Pisał się z Płonkowa – wsi w zachodniej części Kujaw.
Nie wiadomo, kto był jego ojcem, natomiast dziadem był prawdopodobnie Rozdział – kasztelan inowrocławski (1268-1271). Jego stryjem (młodszym bratem jego ojca) był Jarosław z Płonkowa – kasztelan bydgoski.
Niewiele wiadomo o jego potomkach. Jego synem lub wnukiem był Oswald z Płonkowa – kasztelan słoński (1356-1363), kasztelan inowrocławski. Znany jest także prawnuk - Jan Oswaldowic - podkomorzy poznański (1391-1395).
Pierwsze znane fakty z życia Jana były ściśle związane z sytuacją pogranicza kujawsko-pomorskiego na przełomie XIII i XIV wieku. Jan przebywał wielokrotnie na Pomorzu za rządów Mściwoja. Uczestniczył także w wiecu w Nakle (1291 r.), gdzie rycerstwo pomorskie przysięgało Przemysłowi II.
Również w 1296 r. uczestniczył w wiecu uznającym Łokietka za legalnego następcę Przemysła II na Pomorzu i w Wielkopolsce. Jego ruchliwość i aktywność polityczna oraz fakt posiadania pewnych dóbr ziemskich w okolicach Wyszogrodu predestynowały go do objęcia kasztelanii wyszogrodzkiej w 1303 r.
Zachowało się kilka dokumentów, w których złożył podpisy jako świadek.
- dokument książąt synów Siemomysła z 28 lipca 1298 r. - występuje jako cześnik,
- dokument księcia Leszka z 15 listopada 1303 r. - występuje jako kasztelan wyszogrodzki – świadek zastawu przez księcia Ziemi Michałowskiej zakonowi krzyżackiemu,

W 1306 r. książęta kujawscy wysłali go z poselstwem do Krzyżaków w celu wykupu zastawionej uprzednio ziemi michałowskiej. Misja się nie powiodła, gdyż Krzyżacy nie zamierzali oddać tej ziemi.
W 1309 r., w czasie konfliktu polsko-krzyżackiego, Jan został ponownie posłany przez księcia Przemysła z poselstwem do wielkiego mistrza Henryka von Plotzke z przypomnieniem obietnicy przychylności Zakonu wobec rządów książąt inowrocławskich. I ta misja się nie powiodła – Krzyżacy zdobyli siłą Pomorze Gdańskie, korzystając ze słabości sił polskich.
Jan z Płonkowa świadkował na wielu dokumentach sprzedaży dóbr klasztorowi cysterskiemu w Byszewie (1304-1309), a także w dokumencie ugody między książętami a biskupem Gerwardem, zawartej 22 listopada 1311 r.
Jan był kasztelanem wyszogrodzkim do marca 1314 r., gdyż po podziale dzielnicy inowrocławskiej urząd ten zanikł.
W latach następnych źródła podają o nim informację jako o byłym kasztelanie. Nie wiadomo, czy pełnił wtedy jakiś pomniejszy urząd.
Między 1326, a 1328 r. objął natomiast urząd wojewody inowrocławskiego z rąk Władysława Łokietka. Jan zabiegał u króla o urząd starosty tej ziemi, ale Łokietek nie zaakceptował jego propozycji wcielając Kujawy Zachodnie w obręb starostw wielkopolskich.
Podczas wojny polsko-krzyżackiej w kwietniu 1332 r. kierował obroną Inowrocławia. Krzyżacy zdobyli miasto 26 kwietnia 1332 r., dając rycerstwu i mieszczanom możliwość wyboru: opuszczenie miasta w ciągu 8 dni lub pozostanie pod ich władzą. Jan skorzystał z pierwszej możliwości i razem z rycerstwem opuścił gród.
Schronił się następnie w ziemi sieradzkiej, w parafii bałdrzychowskiej, gdzie znajdowało się wiele posiadłości Pomianów.
Znaczącym epizodem w życiu Jana był udział w procesie warszawsko-uniejowskim w 1339 r.
Zeznawał w nim jako 25. świadek oskarżenia. Został zaprzysiężony i przesłuchany 25 lutego 1339 r. w Uniejowie. Jego zeznania należą do najobszerniejszych i najwartościowszych.
W latach 1339–1343 przebywał na Kujawach, świadkując na wielu dokumentach, m.in.:
- dokumencie lokacyjnym miasta Włocławka z 8 września 1339 r.,
- dokumentach wojewody brzeskiego z 28 i 29 września 1339 r.,
- dokumencie gwarantującym zachowanie pokoju kaliskiego, wystawionym 8 lipca 1343 r.

Zmarł po 1345 r.